# Dani Mallo
Daniel Mallo Castro né le 25 janvier 1979 à Cambre est un ancien footballeur espagnol.

## Biographie
Né à Cambre, en Galice, Daniel Mallo commence sa carrière en tant que gardien de but numéro trois du Deportivo La Corogne où il passe onze années entre les équipes jeunes, réserve puis l'équipe phare avec qui il ne joue que huit matchs dont trois en championnat. Il gagne du temps de jeu uniquement lors de la saison 2003-2004 où il est prêté à Elche CF en seconde division espagnol. En tant que numéro, il prend part à trente-huit rencontres toutes compétitions confondues.
Il quitte le Deportivo en 2006 et rejoint le SC Braga où il est la doublure de Paulo Santos pendant deux saisons.
À la fin janvier 2009, après avoir été écarté du groupe portugais, il rejoint le Falkirk FC pour y terminer la saison. Il joue la finale de la Coupe d'Écosse mais s'incline face aux Rangers atteignant les demi-finales dans la Coupe de Ligue. En dépit de ces performances, il ne prolonge pas et quitte le club le 27 juin.
En juillet 2009, il refuse de rejoindre l'ancien manager John Hughes au Hibernian FC, optant pour le retour en Espagne en signant en faveur du Girona FC qui évolue en seconde division. D'abord numéro deux derrière Albert Jorquera la première saison, il gagne ensuite du temps de jeu et devient numéro un les saisons suivantes.
Après quatre saisons au club, il rejoint le CD Lugo où il passe deux saisons puis une à l'Albacete Balompié.
En 2016 et à l'âge de 37 ans, il rejoint l'Indian Super League en rejoignant l'Atlético de Kolkata dont le manager est son ancien compatriote du Deportivo, José Francisco Molina.

## Palmarès
Alors sous les couleurs du Deportivo la Corogne, Daniel Mallo voit son équipe remporté la Coupe d'Espagne ainsi que la Supercoupe d'Espagne 2002.
Parti plus tard au Falkirk FC, il est finaliste de la Coupe d'Écosse en 2009.